# 台湾骨碎补
台湾骨碎补（学名：Davallia formosana），又名大叶骨碎补，为骨碎补科骨碎补属下的一个种，高度在50-150釐米之間。其横生的根茎呈圆柱形、紅棕色，长4-15釐米，粗1釐米左右，可作爲壯骨藥使用。
其种加词“formosana”意为“台湾的”。